# Akademia Nauk Stosowanych w Nowym Sączu
Akademia Nauk Stosowanych (do 2022 jako Państwowa Wyższa Szkoła Zawodowa w Nowym Sączu) – publiczna uczelnia zawodowa założona w 1998 w Nowym Sączu.

## Historia
Uczelnia została utworzona rozporządzeniem Rady Ministrów z dnia 16 czerwca 1998 i rozpoczęła działalność 1 lipca 1998 roku. Minister Edukacji Narodowej zarządzeniem nr 11 z dnia 29 lipca 1998 roku nadał nowosądeckiej Uczelni Statut. Od 1 października 2022 zmieniła nazwę na Akademię Nauk Stosowanych.

## Władze uczelni[3]
- Rektor: dr hab. inż. Mariusz Cygnar, prof. ANS
- Rektor elekt: dr hab. inż. Józef Ciuła, prof. ANS (od 23 kwietnia do 31 sierpnia 2024)[4]
- Prorektor ds. Nauki i Rozwoju: dr hab. inż. Józef Ciuła, prof. ANS[5]
- Prorektor ds. Studenckich i Kształcenia: dr Halina Potok
- Kanclerz: mgr inż. Rafał Góra
- Kwestor: mgr Halina Marcisz

### Rektorzy
- prof. dr hab. inż. Andrzej Bałanda (1 lipca 1998 – 31 sierpnia 2007)
- prof. dr hab. inż. Zbigniew Ślipek[6] (1 września 2007 – 31 sierpnia 2015)
- dr hab. inż. Mariusz Cygnar, prof. ANS (1 września 2015 – 31 sierpnia 2024)[7]
- dr hab. inż. Józef Ciuła, prof. ANS (od 1 września 2024)[8]

## Wydziały[9]
Podstawowymi jednostkami organizacyjnymi w ANS Nowy Sącz są wydziały. Do czasu zmiany nazwy uczelni, a więc do 1 października 2022 roku były to instytuty.
- Wydział Nauk Ekonomicznych ANS (wcześniej Instytut Ekonomiczny PWSZ), Al. Wolności 38[10]
  - Dziekan: dr Aneta Oleksy-Gębczyk
  - Prodziekan: dr Paulina Rydwańska 
    - Katedra Administracji
    - Katedra Ekonomi i Finansów
    - Katedra Przedsiębiorczości i Innowacji
    - Katedra Zarządzania
- Wydział Nauk Humanistycznych ANS (wcześniej Instytut Języków Obcych PWSZ), ul. J. Kochanowskiego 44[11]
  - Dziekan: dr Robert Rogowski
  - Prodziekan: mgr Anna Cetnarowska
    - Katedra Neofilologii
    - Katedra Filologii Niemieckiej
    - Katedra Lingwistyki
    - Studium praktycznej nauki języków obcych
- Wydział Nauk Społecznych i Sztuki ANS (wcześniej Instytut Pedagogiczny PWSZ), ul. Chruślicka 6[12]
  - Dziekan: dr Tomasz Nesterak
  - Prodziekan: mgr Bogusława Gaweł
    - Katedra Pedagogiki i Nauk Pomocniczych
    - Katedra Pedagogiki Przedszkolnej i Wczesnoszkolnej
    - Katedra Edukacji Artystycznej i Sztuk Wizualnych
    - Katedra Public relations i reklama
- Wydział Nauk Inżynieryjnych ANS (wcześniej Instytut Techniczny PWSZ), ul. L. Zamenhofa 1a[13]
  - Dziekan: dr hab. inż. Sławomir Kowalski
  - Prodziekan: dr Monika Golonka
    - Katedra Informatyki
    - Katedra Mechatroniki
    - Katedra Transportu i Logistyki
    - Katedra Zarządzania i Inżynierii Produkcji
- Wydział Lekarski i Nauk o Zdrowiu ANS (wcześniej Instytut Zdrowia PWSZ), ul. Kościuszki 2 G[14]
  - Dziekan: dr hab. n. med. Ryszard Gajdosz, prof. ANS
  - Prodziekan: mgr Urszula Cisoń – Apanasewicz
    - Katedra Ratownictwa Medycznego
    - Katedra Pielęgniarstwa
    - Katedra Dietetyki
- Wydział Nauk o Kulturze Fizycznej i Bezpieczeństwie ANS (wcześniej Instytut Kultury Fizycznej PWSZ), ul. T. Kościuszki 2[15]
  - Dziekan: dr Monika Bigosińska
  - Prodziekan: dr Izabela Adamowicz[16]
    - Katedra Wychowania Fizycznego
    - Katedra Fizjoterapii
    - Katedra Bezpieczeństwa Wewnętrznego

## Kierunki kształcenia[17]
ANS Nowy Sącz oferuje możliwość kształcenia na 19 kierunkach studiów pierwszego stopnia (studia licencjackie i inżynierskie), 9 kierunkach studiów drugiego stopnia (studia magisterskie) oraz 3 kierunkach jednolitych studiów magisterskich.
- Wydział Nauk Ekonomicznych
  - Studia I stopnia:
    - e-Administracja
    - Ekonomia
    - Zarządzanie

  - Studnia II stopnia:
    - Ekonomika i Finanse Przedsiębiorstw
- Wydział Nauk Humanistycznych
  - Studia I stopnia:
    - Filologia angielska,
    - Filologia niemiecka
    - Lingwistyka dla biznesu

  - Studia II stopnia:
    - Lingwistyka praktyczna
    - Filologia angielska z przygotowaniem pedagogicznym
- Wydział Nauk o Kulturze Fizycznej i Bezpieczeństwie
  - Studia I stopnia:
    - Wychowanie fizyczne
    - Bezpieczeństwo wewnętrzne

  - Studnia jednolite magisterskie:
    - Fizjoterapia
- Wydział Nauk Społecznych i Sztuki
  - Studia I stopnia:
    - Pedagogika
    - Edukacja artystyczna w zakresie sztuk plastycznych
    - Public relations i reklama
    - Graphic design i technologie wizualne

  - Studia II stopnia:
    - Pedagogika
    - Projektowanie zorientowane na użytkownika nowych mediów

  - Studia jednolite magisterskie:
    - Pedagogika przedszkolna i wczesnoszkolna
    - Pedagogika specjalna
- Wydział Nauk Inżynieryjnych
  - Studia I stopnia:
    - Informatyka
    - Mechatronika
    - Transport i logistyka
    - Inżynieria produkcji

  - Studia II stopnia:
    - Informatyka
    - Mechatronika
    - Zarządzanie i inżynieria produkcji
- Wydział Nauk o Zdrowiu
  - Studia I stopnia:
    - Dietetyka
    - Pielęgniarstwo
    - Ratownictwo medyczne

  - Studia II stopnia:
    - Pielęgniarstwo